# Atlético Sanluqueño Club de Fútbol
 (décembre 2018).
Si vous disposez d'ouvrages ou d'articles de référence ou si vous connaissez des sites web de qualité traitant du thème abordé ici, merci de compléter l'article en donnant les références utiles à sa vérifiabilité et en les liant à la section « Notes et références ».
Maillots
L'Atlético Sanluqueño Club de Fútbol est un club de football basé à Sanlúcar de Barrameda (province de Cadix, Andalousie, Espagne). Il est fondé en 1948. Il joue ses matches au stade El Palmar. Les couleurs du maillot sont similaires à celles du Real Betis.
Lors de la saison 2018-2019, le club joue en Segunda División B.

## Histoire
Au cours de son histoire, le club évolue pendant trente-huit saisons en Tercera División, et pendant huit saisons en Segunda División B. Il évolue en Segunda División B de 1987 à 1992, puis de 2012 à 2014, lors de la saison 2016-2017 et depuis 2018. Il réalise sa meilleure performance lors de la saison 1988-1989, où il se classe troisième du Groupe 4 de Segunda División B.

## Palmarès
- Champion de Tercera División (D4) : 2012